# آندریاس توبا
آندریاس توبا (به انگلیسی: Andreas Toba) ژیمناست زادهٔ ۷ اکتبر ۱۹۹۰ میلادی اهل کشور آلمان است.